# Eragrostis reptans
Eragrostis reptans là một loài thực vật có hoa trong họ Hòa thảo. Loài này được (Michx.) Nees mô tả khoa học đầu tiên năm 1829.